# Pierre-Eugène Ducimetière
Pour les articles homonymes, voir Ducimetière.
Pierre Eugène Ducimetière, né le 18 septembre 1737 à Genève, mort début octobre 1784 à Philadelphie, est un artiste et un naturaliste américain d’origine genevoise.

## Biographie
Il arrive dans les Caraïbes probablement au début des années 1750. Durant dix ans, il parcourt ces îles, ainsi que l’Amérique du Nord, et récolte de nombreux spécimens d’histoire naturelle, des objets historiques, des pièces de monnaie et réalise de nombreux pastels de la flore et de la faune. Ducimetière arrive à New York en 1764 ou 1765. Après un séjour à Philadelphie en 1766 et à Boston en 1767-1768, il revient à New York où il est naturalisé américain : il change alors son nom en « Du Simitier » (ou Du Simitière), plus adapté à la prononciation anglo-saxonne. Finalement, il retourne à Philadelphie de façon permanente.
Ducimetière est un artiste renommé. En 1779, il réalise un portrait de profil de George Washington qui sera ensuite utilisé sur la pièce de monnaie de un cent de 1791. Il réalise également d’autres pièces et médailles ainsi que les portraits de nombreux notables américains comme Friedrich Wilhelm von Steuben, Horatio Gates, Benedict Arnold…
En 1768, il devient membre de l’American Philosophical Society et, de 1777 à 1781, l’un de ses trois conservateurs. Son muséum est le premier à être inauguré aux États-Unis d’Amérique, devançant celui ouvert par Charles Willson Peale à Philadelphie de quatre ans. Il y présente une riche collection de spécimens de faune et de flore du pays, ainsi que 2 000 peintures et dessins, une collection d’objets amérindiens et africains, une collection de journaux datant de la période coloniale britannique et une bibliothèque sur l’histoire des États-Unis. Le marquis de Chastellux évoque dans son récit de voyage la visite qu’il fit chez un amateur d’histoire naturelle :
« Cette collection assez petite & assez mesquine, est très-renommée en Amérique parce qu’elle n’y a pas de rivale ; elle a été formée par un peintre Genevois, appelé M. Cimetiere, nom qui conviendrait mieux à un médecin qu’à un peintre. Ce galant homme est venu à Philadelphie il y a vingt ans, pour y faire des portraits, & depuis il n’en est pas sorti ; il y vit toujours garçon & toujours étranger, chose très-rare en Amérique, où l’on ne tarde pas à acquérir les deux titres de mari & de citoyen. »
Afin de mieux faire connaître son musée, Ducimetière fait paraître des annonces dans divers journaux. Il veut aussi inciter l’État de Pennsylvanie à conserver pour la postérité ses collections, mais sans succès. Aussi, celles-ci sont mises en vente aux enchères publiques en mars 1785 et dispersées. Le collectionneur mourut lui-même dans un état proche de la misère et fut enterré dans le cimetière de la St. Peter's Church de Philadelphie (sa pierre tombale avait déjà disparu au milieu du siècle suivant).
Il est à l’origine du choix de E pluribus unum, qui fut adoptée – et demeure également – la devise des États-Unis, malgré une fréquente confusion avec la phrase In God We Trust, rajoutée officiellement à la monnaie américaine en 1956.